# Andhra Pradesh
Andhra Pradesh (Telugu: ఆంధ్ర ప్రదేశ్, Urdu: آندھرا پردیش) er en af de 29 delstater i Indien, beliggende på landets sydøstlige kyst. Delstaten er den ottende største delstat i Indien, der dækker et areal på 160.205 km² (61.855 sq mi). Ved optællingen af Indien i 2011 havde delstaten den tiendestørste befolkning med 49.386.799 indbyggere. Der er foreslået en ny hovedstad i Andhra Pradesh i Guntur distrikt, nord for byen Guntur som vil blive udviklet under Capital Region Development Authority. I overensstemmelse med Andhra Pradesh Omorganisering loven, 2014 (Andhra Pradesh Reorganisation Act, 2014), vil Hyderabad forblive de jure hovedstad både for Andhra Pradesh og Telangana i en periode på højst 10 år.
Delstaten har den anden længste kyststrækning på 972 km (604 mi) blandt alle delstater i Indien, kun overgået af Gujarat. Den grænser op til Telangana mod nordvest, Orissa mod nordøst, Karnataka mod vest, Tamil Nadu mod syd og den Bengalske Bugt i øst. En lille enklave på 30 km² (12 sq mi) i Yanam, et distrikt i Pondicherry, ligger syd for Kakinada ved Godavari deltaet til den nordøstlige del af delstaten.
Der er to region i delstaten nemlig Coastal Andhra og Rayalaseema og de to regioner bliver oftere nævnt som Seemandhra af medierne. Der er 13 distrikter med 9 i Coastal Andhra og 4 i Rayalaseema. Visakhapatnam er den største by og et kommercielt knudepunkt i delstaten med et BNP på 26 milliarder dollars, efterfulgt af Vijayawada med et BNP på $ 3 milliarder dollars. Guntur, Nellore, Kurnool, Kadapa, Tirupati, Rajahmundry, Kakinada, Ongole og Eluru er andre vigtige byer.